# Arzneimittel-Richtlinie
Die Arzneimittel-Richtlinie (AM-RL) ist die Richtlinie des Gemeinsamen Bundesausschusses (G-BA) über die Verordnung von Arzneimitteln in der vertragsärztlichen Versorgung in Deutschland.
Rechtsgrundlage ist § 92 Abs. 1 Satz 2 Nr. 6 des Fünften Buchs Sozialgesetzbuch (SGB V). Gemäß dieser Vorschrift regelt die Arzneimittel-Richtlinie die Verordnung von Arzneimitteln, stofflichen Medizinprodukten und Verbandmitteln durch Vertragsärzte und Krankenhäuser mit dem Ziel einer zweckmäßigen und wirtschaftlichen Versorgung der Versicherten.
Arzneimittel gehören zu den Sachleistungen der gesetzlichen Krankenversicherung (§ 31 SGB V). Sie sind von den Hilfsmitteln (§ 33 SGB V) und den Heilmitteln (§ 32 SGB V) zu unterscheiden. Die Arzneimittel-Richtlinie konkretisiert das Wirtschaftlichkeitsgebot für die Verordnung von Arzneimitteln im Rahmen der gesetzlichen Krankenversicherung. Sie wird regelmäßig aktualisiert, zuletzt im März 2021. Änderungen werden im Bundesanzeiger veröffentlicht, Änderungen der Anlagen werden von der Kassenärztlichen Bundesvereinigung im Ärzteblatt bekannt gegeben.
Die Arzneimittel-Richtlinie besteht aus einem allgemeinen Teil I, einem besonderen Teil II und zwölf Anlagen. Der allgemeine Teil umreißt die gesetzlichen Grundlagen zum Leistungsanspruch der Krankenversicherten, die allgemeinen Regeln für eine zweckmäßige und wirtschaftliche Verordnungsweise und die Anforderungen an die Dokumentation von Therapieentscheidungen. Der besondere Teil enthält im Wesentlichen:
- die Darstellung, welche Arzneimittel nicht zu Lasten der gesetzlichen Krankenkassen verordnet werden dürfen: etwa nicht-verschreibungspflichtige Medikamente (sogenannte OTC-Arzneimittel), sogenannte Lifestyle-Arzneimittel oder solche, die als unwirtschaftlich gelten, z. B. weil ein therapeutischer Nutzen nicht nachgewiesen ist. Die Arzneimittel-Richtlinie stellt auch die Fälle dar, in denen solche Arzneimittel ausnahmsweise doch zu Lasten der Krankenkasse verschrieben werden können.
- Therapiehinweise, um insbesondere neue, teure Mittel wirtschaftlich einsetzen zu können.
- Regelungen zur Verordnungsfähigkeit von Medizinprodukten.
- Regelungen zur Verordnungsfähigkeit von Arzneimitteln in nicht oder noch nicht zugelassenen Anwendungsgebieten, etwa im Off-Label-Use und im Rahmen klinischer Studien.
- die Bildung von Festbetragsgruppen für bestimmte Arzneimittel: für Arzneimittel einer Festbetragsgruppe tragen die gesetzlichen Krankenkassen die Kosten nur bis zu einem bestimmten Höchstpreis.

Ein Vertragsarzt darf nur in Ausnahmefällen von den Bestimmungen der Arzneimittel-Richtlinie abweichen. Dann muss er eine sogenannte Praxisbesonderheit anmelden, der stattgegeben werden muss. In der Wirtschaftlichkeitsprüfung (§ 106 SGB V) können Verstöße gegen diese Richtlinie mit einem Regress belegt werden, auch wenn der Vertragsarzt seine Richtgröße einhält.

## Abgrenzung
Die Arzneimittel-Richtlinie ist zu unterscheiden von der europäischen Arzneimittelrichtlinie „Richtlinie 2001/83/EG (Gemeinschaftskodex für Humanarzneimittel)“.